# برزان (نبات)
البَرَزَان جنسٌ من خمسة أنواع من النباتات المزهرة في فصيلة السعديات، موطنها غرب أمريكا الجنوبية أخصها تشيلي وغرب الأرجنتين وبيرو. هذه الأنواع معترشةٌ أبيدةٌ وشبه خشبية تنمو بطول 1-7 أمتار. ساقها وفروعها نحيلة متسلقة. أوراقها معنقة متقابلة ريشية تنتهي بحوالق دقيقة تمكنُها من التسلق. إزهرارها عنقودي التجميع. أزهارها متوسطة القد مستطيلة الأعناق لونها إلى الحمرة يعلوها مواجٌ أصفر أو أخضر يختلف مع اختلاف النوع. زراعتها التزينية تستلزم المواقع الدافئة. تتكاثر بالبذور والعقل.